# Angiolo Fedi
Angiolo Fedi (1896 – Milano, 10 ottobre 1992) è stato un imprenditore italiano, fondatore della fabbrica di proiettori cinematografici Fedi.

## Biografia
Angiolo Fedi fondò a Milano negli anni ’30 l’azienda omonima, produttrice di proiettori cinematografici professionali.
Il figlio Raffaello, una volta entrato in azienda, si occupò delle vendite e del rapporto con i clienti.
La Fedi era un’azienda molto conosciuta a livello internazionale. Tra i suoi prodotti erano molto apprezzati i proiettori per le navi: Fedi XV e Fedi-Navi. L’azienda cessò l’attività nel 1980.
È tumulato in un colombaro del Cimitero Maggiore di Milano.